# Diphysa carthagenensis
Diphysa carthagenensis là một loài thực vật có hoa trong họ Đậu. Loài này được Jacq. miêu tả khoa học đầu tiên.